# Шариат
Шариа́т (араб. شَرِيعَة‎ — букв. [правильный] путь, образ действия‎) — комплекс предписаний, определяющих убеждения, а также формирующих религиозную совесть и нравственные ценности мусульман.
Шариатские предписания закреплены, прежде всего, Кораном и сунной пророка Мухаммеда и выступают источниками конкретных норм, регулирующих практически все сферы повседневной жизни мусульман.
Роль шариата стала предметом споров во всём мире. Введение законов, основанных на шариате, спровоцировало межобщинное насилие в Нигерии и, возможно, способствовало распаду Судана. Некоторые юрисдикции в Северной Америке приняли запреты на использование шариата, сформулированные как ограничения религиозных или иностранных законов. Продолжаются споры о том, совместим ли шариат с демократией, правами человека, свободой мысли, банковским делом.

## Терминология
Термин шариат происходит от арабского слова شريعة, которое в традиционном смысле означает мусульманский взгляд на мир в его целостности. В более узком смысле, под Шариатом подразумевают свод Божественных повелений и запретов, Божественный закон, практические религиозные предписания мусульман, а также справедливость в широком смысле.
Мусульмане связывают понятие шариат прежде всего с его использованием в коранических аятах, обозначающих начертанный Аллахом прямой путь, следуя которому, правоверный мусульманин достигает нравственного совершенства, мирского благополучия и может попасть в рай. Общий смысл данного понятия определяется также его происхождением от корня ш-р-’, неоднократно встречающийся в Коране в значении «узаконивать», «предписывать что-либо как обязательное».
Синонимы этого слова аш-шар’ и ат-ташри употребляются также по отношению к Закону древних пророков, например Закону Мусы (Моисея). Получение более нового Закона обогащало предыдущий и отменяло (насх) некоторые его положения. Другой синоним — шир’а, означающий такие понятия, как: путь, мазхаб, метод, традицию и т. д.
В исламской идеологии термин шариат в сочетании с определениями ислами или исламия (мусульманский, исламский) употребляются в общеязыковом значении в отношении правил, которыми должен руководствоваться правоверный, а также установленных Аллахом критериев оценки его поведения и образа мыслей. По этой причине шариат нередко воспринимается в массовом сознании как исламский образ жизни в целом, всеобъемлющий исламский комплекс правил поведения, включающий самые разнообразные нормы — религиозные, бытовые, нравственные, юридические и т. д. В таком широком смысле шариат часто называют «религиозным законом», причём термин «закон» употребляется в общесоциальном, а не в юридическом значении. Аналогичную смысловую нагрузку несёт и выражение «законы шариата». Хадисы пророка были одобрены Аллахом, а если Пророк в чём-то ошибался, то Аллах сразу поправлял его откровением.
Вопрос о предписаниях, включаемых в шариат и каковы его источники, является ключевым для установления объёма данного понятия в терминологическом значении. В этом отношении в мусульманской идеологии утвердилось общее терминологическое определение шариата как совокупности обязательных к соблюдению установленных Аллахом норм и предписаний (хукм). Источниками шариата являются Коран, Сунна Мухаммеда, единогласное мнение учёных (иджма) и суждение по аналогии (кияс). Хадисы, передающие личное мнение пророка Мухаммада, а не волю Аллаха, в шариат не включаются.
Различными направлениями исламской мысли по-разному трактуют определение шариата. Так, захириты понимали под шариатом только те положения Корана и сунны, которые несут очевидный (захир) смысл, ясно указывая на конкретные правила поведения (катият ад-даляля). Другие направления считали, что те вопросы, на которых нет однозначного ответа в Коране и сунне, можно вывести с помощью чисто рациональных приёмов (иджтихад) или путём толкования неоднозначно понимаемых предписаний. Некоторые направления исламской юриспруденции под шариатом имели в виду лишь правила, регулирующие внешнее поведение мусульман, которые не касаются вопросов внутренней мотивации и религиозной совести. Однако большинство мусульманских идеологов считает, что шариат не содержит всех конкретных правил поведения и точных рекомендаций, как вести себя во всех жизненных ситуациях, а те предписания, которые имеются в Коране и сунне, являются вечными и соответствуют любым условиям.

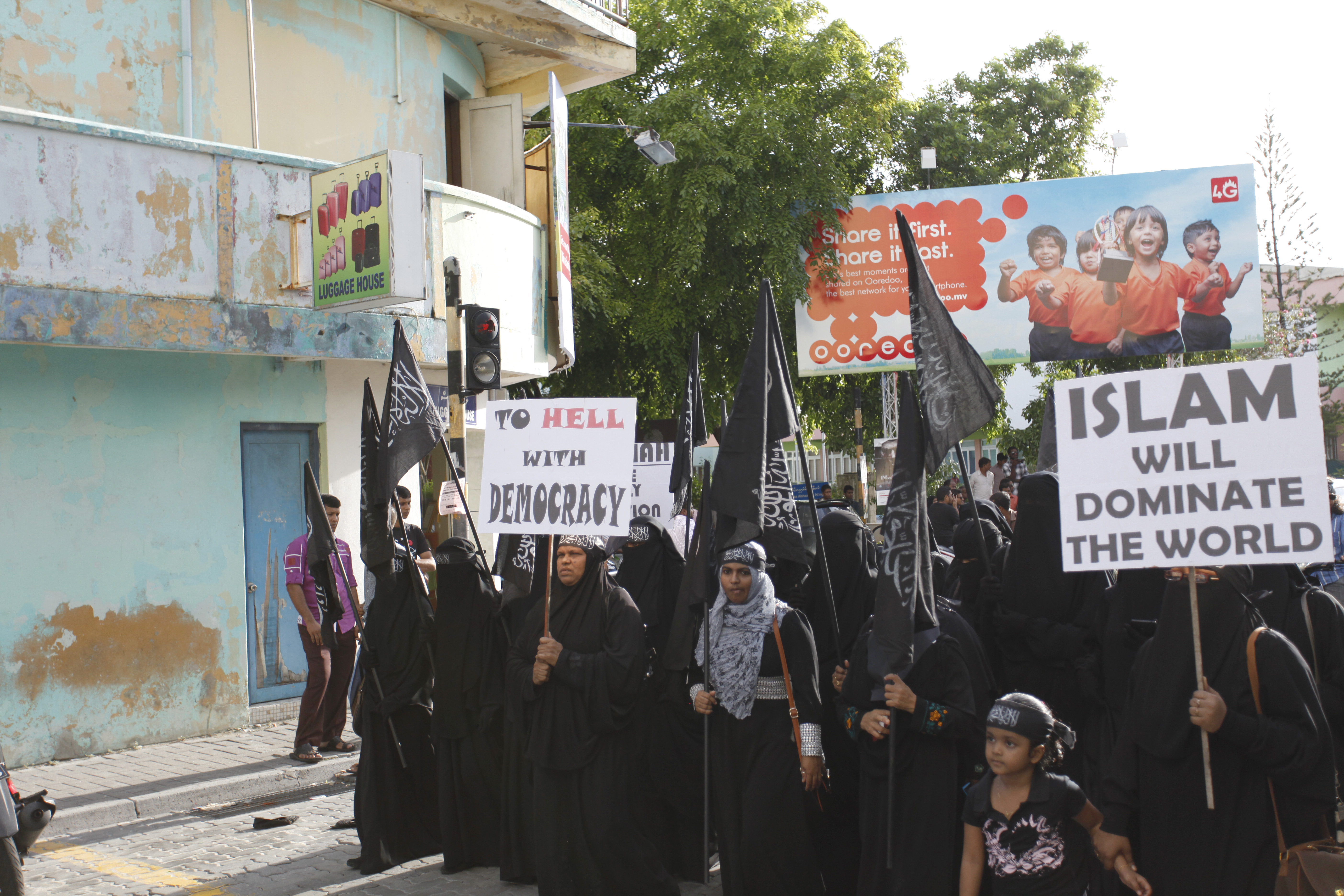
Публичная демонстрация, призывающая к законам шариата. Мальдивы (2014 г.).

## Классификация шариатских норм
Предписания шариата разделяются на три основные категории: как служить Аллаху и какие действия он одобряет (ибадат), как следует взаимодействовать с другими людьми (муамалат) и какие наказания предусматриваются за нарушение двух первых типов предписаний (укуба). Больше всего в Коране и сунне норм первого типа (ибадат), конкретных и очевидных правил поведения, определяющих взаимоотношения мусульман (муамалат) меньше. Скорее всего, это связано с тем, что конкретные жизненные ситуации, которые могут возникнуть в будущем, не могут быть предусмотрены исчерпывающим образом в Коране и сунне и не поддаются учёту. Поэтому по данному кругу вопросов шариат устанавливает общие ориентиры и принципы (аль-каваид аль-амма, или аль-куллия), толкование и рациональное осмысление которых позволяет находить решение в каждой конкретной ситуации. С помощью иджтихада правоведы могут, не выходя за рамки общих целей шариата, вводить конкретные правила поведения и в случае необходимости гибко заменять эти правила новыми. Таким образом, шариат включает в себя не только ясные положения Корана и сунны, но и те положения, которые формулируют лишь общие ориентиры.
Шариат также включает вопросы религиозной догматики (акида) и этики (ахлак). На основании этого мусульманские богословы утверждают, что шариат регулирует не только внешнее поведение мусульман, но и определяет их религиозные убеждения, нацелен на их нравственное совершенствование и принимает в расчёт внутреннюю мотивацию поступков.
Аяты Корана, посвящённые проблемам основ вероисповедания, служения, духовности и этики, ниспосылались в мекканский период ниспослания Божественных откровений и продолжался на протяжении 12 лет. После переселения мусульман в Медину начался 10-летний государственный период исламской религии. В мединских сурах больше повелений относительно общественно-политической, культурной, экономической деятельности мусульман. В этот период были ниспосланы поведения относительно заключения браков, разводов, права наследования, торговли, ведения войн, заключения мира и т. д. Большая часть всех этих предписаний содержится в сунне пророка Мухаммеда.

## Соотношение шариата и фикха
Расхождения в оценках шариата предопределяют и характер взглядов исламских мыслителей на соотношение этого понятия с исламской юриспруденцией (фикхом). В исламской традиции нет единой позиции по данному вопросу. В начальный период становления и развития ислама под фикхом иногда понималось овладение всем комплексом религиозных положений, знание предписаний Корана и сунны Пророка, регулирующих поведение и образ мысли последователей ислама. Под шариатом понимался предначертанный Аллахом путь праведной жизни мусульман.
В дальнейшем трактовка содержания шариата и фикха изменилась и шариат выступал как совокупность всех регулирующих внешнее поведение норм, прямо установленных в Коране и сунне или введённые с помощью иджтихада. Поэтому фикх-юриспруденция выступает как наука, знание шариата, фикх-право включает все нормы шариата. В таком соотношении шариат и фикх часто употребляются как синонимы.
Представители фикха-юриспруденции и усуль аль-фикха — общей теории фикха считают, что шариат включают в себя положения относительно религиозной догматики (акида), этики (ахлак), а также «практические» нормы, регулирующие ибадат и муамалат. Сторонники данной позиции относят к таким нормам не только конкретные предписания Корана и сунны, но и нормы, сформулированные учёными путём толкования неоднозначных положений или с помощью иных рациональных аргументов (иджтихад). Эти нормы и составляют фикх-право, который включается в шариат в качестве его составной части. Отсюда делается вывод, что шариат является более широким понятием, чем фикх. Такой подход к соотношению шариата и фикха отличается формализмом и стремлением охватить реальные процессы их становления и развития. Он не в полной мере удовлетворяет потребностям практики, так как не учитывает важные особенности действия фикха-права.
В исламской правовой теории широкое признание получило решение, в соответствии с которым шариат, включающий религиозную догматику, этику и «практические» нормы, исчерпывается положениями Корана и сунны. Все его элементы имеют священный характер и олицетворяют божественное откровение (вахй). «Практические» нормы, несущие очевидный смысл, одновременно входят в фикх-право, занимая в его составе скромное место. Преобладающую часть фикха-права составляют правила поведения, которые введены исламскими правоведами на основе иджтихада. Таким образом, шариат и фикх-право совпадают лишь в части бесспорных и ясных предписаний Корана и сунны. Те положения, которые допускают различное понимание положений Корана и сунны включаются в неизменной форме, а фикх-право отражает их в виде решений муджтахидов. Толкуя их по-своему, различные правовые школы (мазхабы) могут приходить к разным решениям и формулировать несовпадающие правила поведения. Таким образом, положения шариата вечны и абсолютно обязательны, а большинство норм фикха-права изменчивы. Поэтому шариат лишён противоречий и ошибок, характерных для отдельных норм фикха-права и выводов фикха-юриспруденции. Из этого можно сделать вывод, что с точки зрения божественного откровения воплощённого в «практических» нормах, шариат шире фикха-права, а по количеству включаемых в него норм уступает ему.

## Современное понимание шариата
Страны со светским законодательством
 Шариат регулирует только вопросы семейного права
 Шариат регулирует все сферы жизни
Современные факихи опираются на указанный выше взгляд на соотношение шариата и фикха в своём толковании статей конституций ряда мусульманских стран, основанных на принципах шариата. Они часто включают в понятие шариата и общие правила, сформулированные муджтахидами на основе изучения всех источников фикха. В 1869—1877 годах в Османской империи были приняты 99 таких норм-принципов (танзимат) игравших роль гражданского и процессуального кодексов. Такой взгляд учитывает потребности правовой практики.
В современной исламской идеологии получил развитие подход, нацеленный преимущественно на общетеоретическое осмысление шариата в его соотношении с фикхом, согласно которому фикх-право не выступает элементом шариата и вообще не совпадает с ним. Их соотношение представляется как связь между источником фикха (шариатом) и нормативной интерпретацией положений шариата (фикха).
С позиций исторического и социологического подходов шариат можно понимать как комплекс обязательных для исполнения предписаний и учение об исламском образе жизни, в котором затрагиваются вопросы догматики и этики, убеждения и религиозную совесть мусульманина. Поступки и внешнее поведение человека регламентируются шариатом путём конкретизации в определённых нормах, функцию которых выполняет фикх-юриспруденция. Фикх занимается выведением из шариата конкретных правил поведения. Посредством фикха происходит перевод шариатских положений в плоскость практических правил поведения, а шариат играет роль общего идейного источника, религиозно-этической основы фикха (права и юриспруденции).
Существует пять разновидностей (мазхабов) шариатского права: четыре суннитских (ханбали, малики, шафии и ханафи) и одна шиитская форма — джафари.

## Степень влияния и его границы
Шариат определяет и организует жизнь мусульман на пространстве исламского мира. Однако, его влияние не везде одинаково. В Саудовской Аравии шариат остаётся единственной правовой системой. В Сирии, Ливане и исламских странах Африки государственные правонарушения и сделки между гражданами регулируются нормами светского законодательства, а вопросы наследования, брака, развода, благотворительных организаций рассматриваются с точки зрения шариата. В Турции и странах Средней Азии суды следуют светским юридическим кодексам.

## Источники шариата

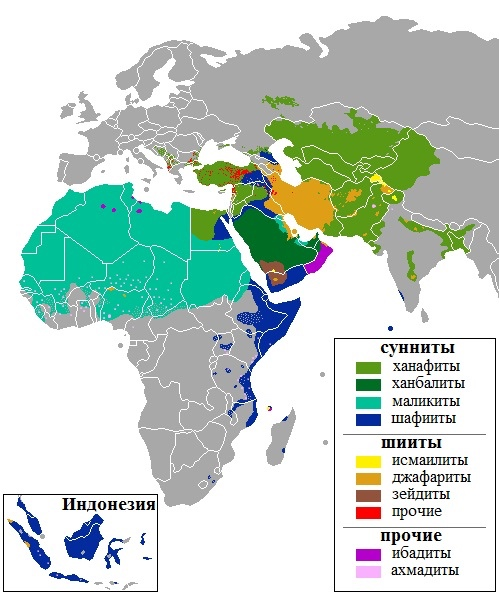
Карта распространения мазхабов.

## Шариатские предписания

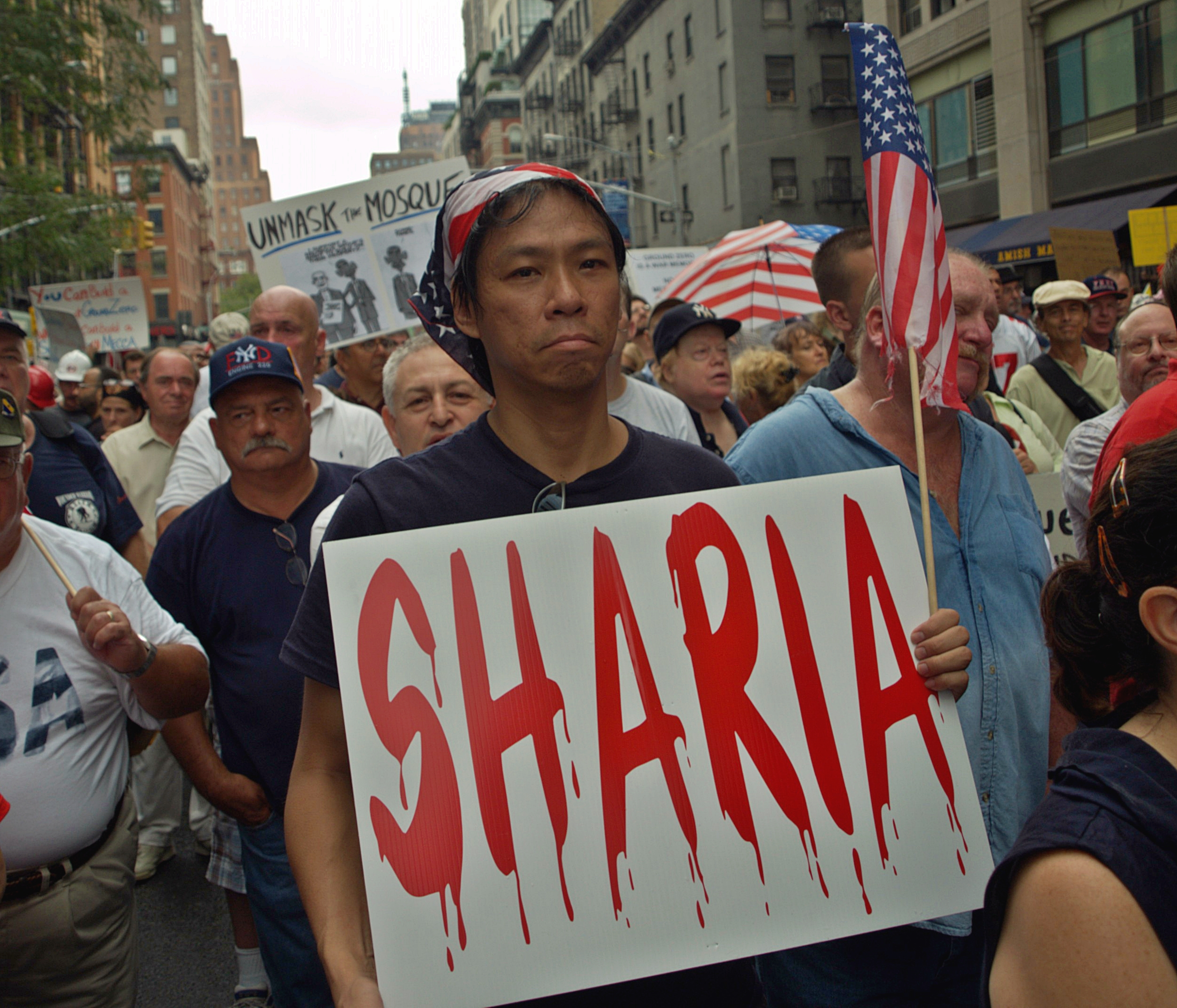
Протесты против шариата